# タモト清嵐
タモト 清嵐（たもと そらん、本名 田本清嵐、1991年11月12日 - ）は東京都出身の俳優。ヴァーサタイルエンタテインメント、GMBプロダクションを経て、2018年10月よりASH&Dコーポレーション所属（所属により芸名をタモト清嵐から田本清嵐に改名した）。
2021年末でASH&Dコーポレーション社長の退任および俳優部のマネージャーの退社などを受け、2021年12月末でASH&Dコーポレーションを退社（これにより芸名もタモト清嵐に戻した）後、提携などを含みフリーランス。
江東区立第四砂町中学校、東京都立浅草高等学校卒業。大正大学人間学部人間科学科人間科学専攻人間科学コース卒業。

## 来歴・人物
デザイン関係の仕事をしている父（大阪芸術大学芸術学部映像計画学科卒）と、幼少のころより2人暮らしである。
3歳ごろから子役として、主に自主映画・再現ドラマ・モデルなどを中心に活動している。12歳の時、映画『ゴーグル』で初の主役に抜擢された。
ドラマ『古畑中学生』の向島音吉役は、映画『実録・連合赤軍 あさま山荘への道程』を観たことによって抜擢したと三谷幸喜がブログで語っている。

## 出演

### テレビドラマ
- 白衣のふたり（1998年、東海テレビ・フジテレビ）
- NHK大河ドラマ
  - 葵 徳川三代（2000年、NHK総合） - 千代松 役
  - 花燃ゆ　第10回（2015年3月8日、NHK総合）
  - おんな城主 直虎　第39話 - （2017年、NHK総合） - 小五郎 役
- テレビ放送50周年涙そうそうプロジェクト ドラマ特別企画『広島 昭和20年8月6日』（2005年、TBS） - 学級長 役
- 放送開始80周年記念ドラマ『ハルとナツ 届かなかった手紙』（2005年、NHK） - 高倉久作 役
- 春 君に届く（2006年、読売テレビ） - 鮎川陸 役
- 古畑中学生（2008年、フジテレビ） - 向島音吉 役
- おみやさん第6シリーズ第9話「京都殺人交差点…引き裂かれた母と息子」（2009年1月22日、テレビ朝日）- おばんざい屋経営・大島茜（床嶋佳子）の息子・大島憲一 役
- BUNGO -日本文学シネマ-『高瀬舟』（2010年2月23日、TBS） - 与平 役
- タンブリング（2010年4月、TBS） - 金子敦 役
- 水戸黄門 第42部 第12話（2011年1月10日、TBS） - 加山亀之助 役
- URAKARA 第5話（2011年2月11日、テレビ東京） - 師岡豊 役
- マドンナ・ヴェルデ〜娘のために産むこと〜 第3話（2011年5月3日） - 津田コージ 役
- 金曜スーパープライム『犬の消えた日』（2011年8月12日、日本テレビ） - 江口真 役
- 科捜研の女Season11 第4話「能舞台に潜む殺意！白骨の傷に隠された破門の秘密!!」（2011年11月10日、テレビ朝日系）- 久瀬荘一 役
- 水曜ミステリー9『湯けむりドクター華岡万里子の温泉事件簿5』（2011年12月28日、テレビ東京） - 黒沢龍彦 役
- 白戸修の事件簿 エピソードゼロ（2012年1月20日、TBS） - 田中誠 役
- 仮面ライダーフォーゼ 第21話 - 第28話（2012年2月5日 - 3月25日、テレビ朝日） - 鬼島夏児 役
- ハイスクール歌劇団☆男組（2012年10月6日、CBC・TBS） - 河村亘 役
- TOKYOエアポート〜東京空港管制保安部〜第8話（2012年12月2日、フジテレビ）
- ガリレオ 第2シーズン（2013年4月15日 - 6月24日、フジテレビ） - 宇野原達也 役
  - ガリレオXX 内海薫最後の事件 愚弄ぶ（2013年6月22日）
- 相棒シリーズ（テレビ朝日）
  - Season12 第16話「聞きすぎた男」（2014年2月19日） - 市原保[3] 役
  - Season19 第17話「右京の眼鏡」（2021年2月24日） - 田崎拓人 役
- 天誅〜闇の仕置人〜 第7話（2014年3月7日、CX） - カンタ 役
- TEAM -警視庁特別犯罪捜査本部- 第3話（2014年4月30日、テレビ朝日） - 安達圭介 役
- トクソウ（2014年5月 - 、WOWOW） - 大学時代の織田役
- ブラック・プレジデント　第9話（2014年6月3日、フジテレビ） - 中西 透 役
- HERO 第9話（2014年9月8日、フジテレビ） - 竹中誠 役
- 闇の伴走者（2015年4月11日 - 5月9日、WOWOW） - 漫画家さん 役[4]
- 京都人情捜査ファイル 最終話（2015年6月4日、テレビ朝日） - 酒田豪 役
- ちゃんぽん食べたか（2015年5月30日-、NHK） - 生沢巳喜夫 役
- 大岡越前3 第3話（2016年1月29日、NHK BSプレミアム） - 京助 役
- 山本周五郎人情時代劇 第9話「しじみ河岸」（2016年2月2日、BSジャパン） - 清太郎 役
- 刑事7人 最終話 （2016年9月14日、テレビ朝日） ‐ 矢野智 役
- リテイク 時をかける想い第2話（2016年12月10日、東海テレビ） - 漆畑彬 役
- クズの本懐 第12話（2017年1月、FOD） - 深瀬 役
- ラブホの上野さん season2 第1話（2017年10月11日、フジテレビ） - 川田 役
- 最後の晩ごはん 第1、2話（2018年1月、BSジャパン） - ユウ 役
- 科捜研の女 第14話「御法度殺人/幕末から来た殺人犯 マリコVSダンダラ模様の羽織の謎」（2018年2月22日、テレビ朝日）- マツゴウ化学工業京都工場 従業員・南山勇司 役
- 特捜9第5話「殺人ハーモニカ」（2018年5月9日、テレビ朝日）- 曙町小学校 教師・西川大吾 役
- 真夜中ドラマJ グッド・バイ 第7話 - （2018年7月 - 、BSジャパン・テレビ大阪） - 真田 役
- ハケン占い師アタル 第1話、最終話（2019年1月17日、3月21日、テレビ朝日） - 和実の彼氏 役
- 記憶捜査〜新宿東署事件ファイル〜 第3話（2019年） - 若松精一 役
- 魔法×戦士 マジマジョピュアーズ! 第47話（2019年2月24日、テレビ東京） - バニーズ稲葉役
- わたし、定時で帰ります。 第5話（2019年5月14日 、TBS） - 草加 役
- 水戸黄門 第45部 第2話（2019年5月26日、BS-TBS） - 佐吉 役
- ドラマ24 『Iターン』（2019年7月13日 - 9月28日、テレビ東京） - 黒田啓二 役
- 凪のお暇（2019年7月19日 - 9月20日、TBS） - 井原亮 役[5]
- 親バカ青春白書（2020年8月23日・8月30日、日本テレビ） - 根来恭介のYouTube制作仲間・堀川 役
- 監察医 朝顔Season2（2021年）- 坂口拓海 役
- ナンバMG5 第8話（2022年6月8日、フジテレビ）- 水野幸男 役
- 雨に消えた向日葵 第2話（2022年7月31日、WOWOW）- 岡部正克 役
- さすらい署長 風間昭平スペシャル「とやま庄川峡殺人事件」（2024年6月24日、テレビ東京） - 平山孝明 役[6]

### 映画
- 演じ屋八幕（野口照夫監督、2002年） - 飯岡典道 役
- 演じ屋九幕（野口照夫監督、2003年） - 本田カラス 役
- 穴 The Hole（山岡大祐監督、2004年） - 勇治 役
- ノーパンツ・ガールズ（月川翔監督、2005年） - 文太 役
- ゴーグル（桜井剛監督、2005年） - 千原治樹（ハル） 役
- 僕は存在していた（月川翔監督、2005年） - カズ 役
- 緋音町怪絵巻（倉田健次監督、2006年） - 石原裕次・ギプス君 役
- バルトの楽園（出目昌伸監督、2006年） - 林豊少年 役
- STAY 「山ちゃんと佐藤くん」編（古田亘監督、2007年） - 佐藤敦士 役
- 実録・連合赤軍 あさま山荘への道程（若松孝二監督、2008年）
- 奈緒子（古厩智之監督、2008年） - 吉崎悟 役
- 劒岳 点の記（木村大作監督、2009年） - 宇治幸助 役
- ガチバンIV（元木隆史監督、2009年） - 桐野政宗 役
- 11・25自決の日 三島由紀夫と若者たち（若松孝二監督、2012年） - 山口二矢 役
- 超能力研究部の3人（山下敦弘監督、2014年）
- 青鬼 ver.2.0（2015年） - シュン 役
- 第九条（宮本正樹監督、2016年7月2日）[7][8]
- アイムクレイジー（工藤将亮監督、2017年） - 宮田智也 役
- BRAVE STORM ブレイブストーム（岡部淳也監督、2017年） - 春日光三 役
- 闇金ドッグス8（2018年4月14日）- 湯澤章太郎 役
- 止められるか、俺たちを（白石和彌監督、2018年） - 秋山道男 役
- 脳天パラダイス（山本政志監督、2020年） - 笹谷ゆうた 役
- REVOLUTION+1（足立正生監督、2022年）- 主演・川上達也 役[9]
- 法廷遊戯（深川栄洋監督、2023年）- 留木 役[10]
- 瞼の転校生（藤田直哉監督、2024年）[11]
- 青春ジャック 止められるか、俺たちを2（井上淳一監督、2024年）[12]
- 重ねる（配島徹也監督、2024年） - 平野一徹 役[13]
- 逃走（足立正生監督、2025年） - 宇賀神寿一 役[14]

### 舞台
- 2002矢沢永吉アコースティックツアー（名古屋・東京・大阪公演分）（2002年）
- 瓶ヶ森の河童（劇団ふるさときゃらばん）（2002年）
- ビバ・メヒコ僕のメキシコ体験談（ドラマエデュケーションカンパニー）（青山円形劇場）（2001年） - マルセリーノ 役
- 舞台タンブリング（TBS）（赤坂ACTシアター、大阪サンケイホールブリーゼ）（2010年） - 金子敦　役
- 新・日ノ丸レストラン（DHE@stage）（あうるすぽっと）（2011年4月9 - 17日） - 榊祐二　役
- 絆 少年よ大紙を抱け！2011（TBS）（新国立劇場・中劇場）（2011年10月20 - 25日） - 米山直　役
- ハイスクール歌劇団☆男組（DHE@stage）（銀河劇場2012年9月12日 - 24日） - 河村亘 役
- 3150万秒と、少し (銀河劇場）（2013年2月15日 - 24日）
- 女の子ものがたり（ABCホール、東京芸術劇場 シアターウエスト）（2016年1月23日 - 2月7日）
- 叫べども叫べども、この夜の涯て（六行会ホール）（2016年2月24日 - 28日） - イワオイワオ 役
- 舞台版 実録・連合赤軍 あさま山荘への道程(新宿 SPACE雑遊）（2017年3月9日 - 22日） - 立てこもり犯 役
- Superendroller LIVE “scene05″『365日、36.5℃』（2019年10月30日 - 11月4日、東京・すみだパークスタジオ 倉） - 景色 役
- 私たちに明日はある (ZAIKO生配信上映）（2022年2月28日 - 3月3日） - 鳥飼友次郎 役

### WEB
- デイドラ「夏休みの恋人〜フィルムの中の彼と彼〜」（石川かほり監督、2009年8月、アメブロ） - 新原皓一 役
- ネット版 仮面ライダーフォーゼ みんなで授業キターッ!（2012年、東映） - 鬼島夏児 役
- 仮面ライダーアマゾンズ（2016年、東映・Amazonプライム）第7、8話 - 小山ハジメ 役

### ゲーム
- 夏休みの恋人 for iOS  (2012年9月26日発売、iPhone） - 新原皓一 役
- スーパーヒーロージェネレーション（2014年10月23日発売、PS3、PS Vita） - キャンサー・ゾディアーツ[15] / キャンサー・ノヴァ 役
- 仮面ライダー ブットバソウル（2017年2月） - 鬼島夏児 / キャンサー・ゾディアーツ 役[16]

### ラジオドラマ
- FMシアター（NHK-FM）
  - 『僕らはみんな、』（2008年1月26日） - 主演・ユージ 役[17]
- 青春アドベンチャー（NHK-FM）
  - 「アゴラ６９ ～僕らの詩（うた）～」（2021年4月5日 - 16日）[18] - 中島大次郎 役

### ラジオ
- 文化放送モバイルplus presents『ツダケンとフッキーのはてるまでラジオを舞台化する生放送』（2016年01月20日）
- 渡部秀 Shoot The Moon（AuDee、2021年2月12日、2月26日）

### PV
- babamania「Kids very special」（2005年）
- 旭ホールディングス株式会社 ホールディングス化記念ショートフィルム「まち、ひと、未来にかがやきを」（2022年）
- Nintendo Switchソフト 「早押し！漢字スタジアム」（2022年）

### 吹き替え（ドラマ）
- AXN『ラッシュアワー』12話（2016年）

### テレビ番組
- わくわくチャレンジ・土曜教室「やってみようボランティア」（TVK、2004年） - ヒロシ 役
- 特番『警告!快適な未来に潜むワナ…!?ニッポン未来ばなし』（ANB、2004年） - ソラン 役
- ちちんぷいぷい「今日のダレ?」（MBS、2005年）

### CM
- 公文式「生活達人 篇」（1998年）
- 横浜ドリームランド（1999年）
- 日本コカ・コーラ 『ファンタ』「そうだったらいいのにな カメラマン編」（2005年）
- 日本ケロッグ 『フロスティプラス』「朝食セミナー 編」（2005年）
- ケンタッキーフライドチキン（2005年 - 2006年）
  - 『サマーバーレル 2005』「孫がやってくる 編」
  - 『オリジナルチキン』「プール帰りの少年 編」
  - 『胡山醤チキン』「庭園の女 編」
- 『朝日新聞デジタル』「創刊編」「MY朝日新聞編」（2011年）
- JR西日本 「話そう、でっかい九州で。夏編」（2012年）
- 大原学園 NTV「ZIP！」 インフォマーシャル （2012年）
- 日本マクドナルド株式会社 『By McSWEETS』「三角いちごチョコパイ くちびる」篇 (WEB限定 30秒)（2017年）
- フジテレビジョン『フジテレbe with you』「とくダネ！天達さん」篇（2017年）
- SMBCモビット（2018年）
- HONDA Nシリーズ（2018年）